# Fuerte Laramie

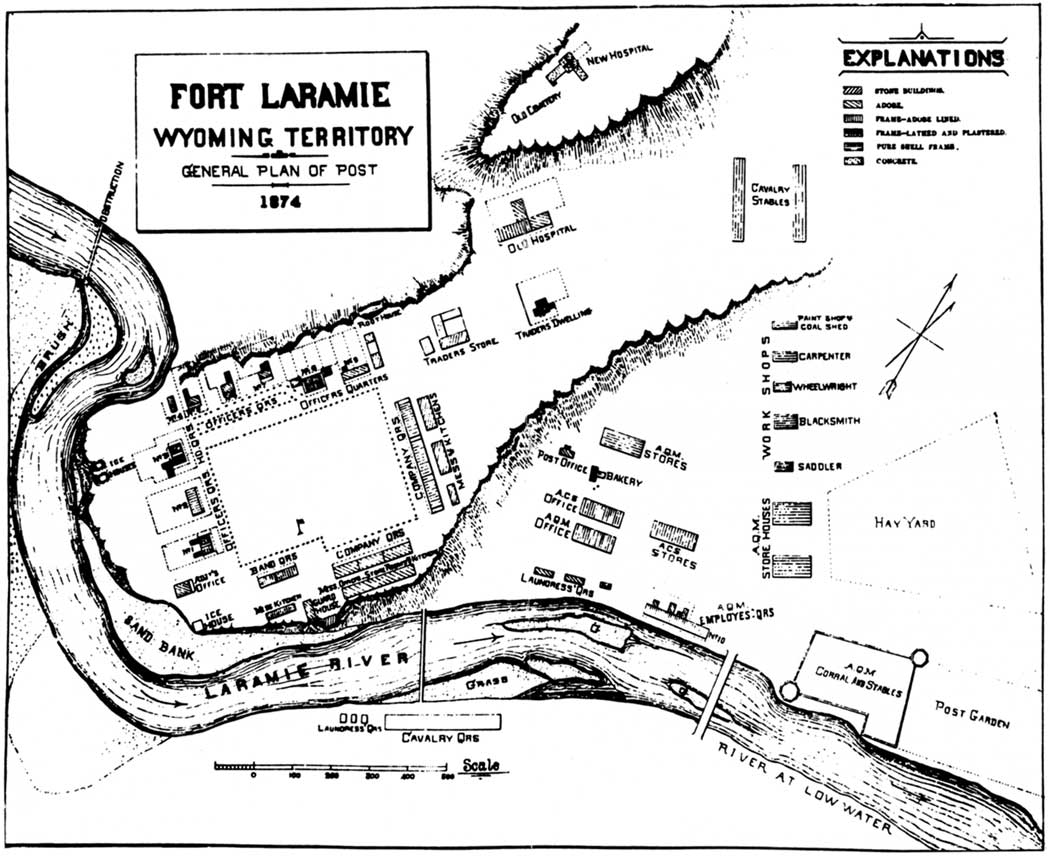
Plano del fuerte Laramie en 1874.

El fuerte Laramie es un sitio histórico nacional de los Estados Unidos (en inglés, Fort Laramie National Historic Site), localizado en el estado de Wyoming. Fue un emplazamiento militar que albergó a importantes tratados entre el gobierno de ese país y los amerindios de las grandes llanuras durante el siglo XIX. Sitio de paso, además, durante las travesías de los pioneros hacia el oeste del país. Sus instalaciones alojaron asimismo a distintos regimientos de caballería y de infantería.

## Historia
El primer asentamiento erigido en lo que sería el fuerte Laramie fue denominado «fuerte William» en 1834, como un sitio de intercambio de pieles. Después las instalaciones fueron vendidas a la American Fur Company en 1836. Ya en la década siguiente comenzaba a ser lugar de paso de los pioneros que se dirigían hacia el oeste del país. Para 1841 fue erigido el «fuerte John», hecho de adobe, que reemplazó al fuerte William, hecho de madera; su construcción se debió a que se fundó en las cercanías el «fuerte Platte», considerado entonces como un emplazamiento rival en la zona. 
El fuerte John estaba localizado en una cima adyacente al río Laramie, y fue por esto más conocido por el nombre de este caudal. Poco a poco el tráfico de personas hacia el oeste iba en aumento —entre ellos los mormones—. La importancia del fuerte en esa ruta se debía a que era el único vestigio de civilización en las largas marchas a través del territorio.
Debido a la necesidad de establecer emplazamientos a lo largo de la Ruta de Oregón para el paso de pioneros, en 1849 el fuerte fue adquirido por el Ejército por 4.000 dólares y pasó a convertirse en punto importante durante el trayecto hacia el oeste, además fue sitio de paso para los aventureros que se dirigían a California por el descubrimiento de oro. Se estima que en 1850 unas 50.000 personas pasaron por el lugar; en ese tiempo, tanto pioneros, amerindios como militares convivían en relativa calma. Esto cesó cuando las emigraciones aumentaron.
El fuerte no estaba rodeado por barreras, al contrario de lo mostrado por algunas películas contemporáneas. Su seguridad se debía a su buena ubicación y los contingentes de soldados que lo habitaban. A unos 48 km de ese lugar se firmó el tratado de 1851 en el cual gobierno y los amerindios establecieron sus obligaciones de respeto mutuo; esta convivencia pacífica se mantuvo por lo menos tres años, hasta cuando iniciaron los conflictos entre el gobierno y los pobladores de las llanuras, situación que no terminaría hasta el final de los años 1870. El fuerte Laramie era uno más en el trayecto de la Ruta de Oregón y la emergente ruta de Bozeman con el descubrimiento de metales valiosos en Montana. En 1864 se registró el único ataque sobre las edificaciones cuando un grupo de amerindios atravesó las instalaciones para robar caballos, sin dejar daños ni pérdida de vidas.
Después del conflicto conocido como la guerra de Red Cloud, un nuevo tratado fue firmado en 1868, donde se estableció el compromiso gubernamental de retirar los contingentes militares de los fuertes en territorios dominados por los amerindios de las llanuras; y el compromiso de estos de no molestar a las caravanas de pioneros. En 1874, sin embargo, nuevas oleadas de aventureros llegaron de paso al fuerte en búsqueda de oro encontrado en Black Hills provocando nuevos conflictos. En este tiempo las instalaciones jugaron un rol importante tanto militarmente como por el tráfico de personas hacia este lugar. La situación nuevamente fue beligerante hasta que a finales los años 1880 la zona era ya controlada por las fuerzas gubernamentales; fue en este periodo donde las instalaciones tuvieron su mayor actividad. 
En un inventario realizado en 1888 se contaban 65 edificios militares y tenía el aspecto de una pequeña ciudad, pero el territorio en el cual estaba localizado ya no era el mismo porque las emigraciones cesaron y asentamientos permanentes comenzaron a surgir. Las actividades en el lugar se centraban más en aspectos protocolarios y de entretenimiento. Como paradoja, era en este tiempo cuando las instalaciones estaban 
en apogeo. En 1890 el fuerte Laramie fue clausurado por el gobierno junto a otros emplazamientos como el fuerte Hays, en Kansas, y el fuerte Lyon, en Colorado. Después de su cierre sus instalaciones fueron subastadas.

## Sitio histórico nacional
Gracias a varias campañas cívicas para rescatar el fuerte Laramie, realizadas desde principios del siglo XX, el 16 de julio de 1938 el presidente Franklin Roosevelt, en virtud de la autoridad que le confiere la ley de Antigüedades de 1906, proclamó Fort Laramie como «monumento nacional» (con un área protegida de 0,86 km²). El 29 de abril de 1960 el Congreso aprobó su rediseño como «sitio histórico nacional». Entre los edificios sobrevivientes destacan el Old Bedlam (en algún tiempo residencia de oficiales), la caballería, panadería, etc..

## Cultura popular
El fuerte Laramie es todo un símbolo del conocido popularmente como «viejo oeste» estadounidense. Por sus instalaciones pasaron —además de un sinnúmero de personas desconocidas— personalidades reconocidas como los montañeses Jedediah Smith y Jim Bridger (residente notable y gran contador de historias en el sitio); Brigham Young, líder de los mormones con quienes acampó cerca de las instalaciones; el jefe sioux oglala Red Cloud; Wild Bill Hickok, Wyatt Earp, Buffalo Bill, etc. 
El fuerte Laramie ha aparecido además en muchas películas de tipo western como The Battle at Fort Laramie (1913), Rails Into Laramie (1954), Revolt at Fort Laramie (1957), etc.